# .cn
.cn — національний домен верхнього рівня (ccTLD) для Китаю. Введений 28 листопада 1990 року Китайським центром інформаційної мережі Інтернет. Найбільший домен верхнього рівня у світі. Станом на 2024 рік зареєстровано понад 19,5 млн імен.

## Домени 2-го та 3-го рівнів
Існує 9 загальних домені 2-го рівня, два з яких інтернаціоналізовані:
| Суфікс   | Призначення                                                                |
| -------- | -------------------------------------------------------------------------- |
| .ac.cn   | Наукові та дослідницькі установи.                                          |
| .com.cn  | Промислові, фінансові, комерційні та інші підприємства.                    |
| .edu.cn  | Навчальні заклади (реєстрацію обмежено).                                   |
| .gov.cn  | Державні та урядові установи (реєстрацію обмежено).                        |
| .mil.cn  | Військові та оборонні організації КНР (реєстрацію обмежено).               |
| .net.cn  | Організації, що надають доступ до Інтернету.                               |
| .org.cn  | Неприбуткові, неурядові організації.                                       |
| .政务.cn | Партійні та державні служби (реєстрацію обмежено).                         |
| .公益.cn | Некомерційні організації (необхідна реєстрація неприбуткової організації). |

## Інтернаціоналізовані доменні імена
Із березня 2006 року Китайський центр інформаційної мережі Інтернет (CNNIC) запровадив три домени верхнього рівня китайською мовою:
- .公司 (міжнародний доменний код: xn--55qx5d; відповідає .com)
- .网络 (xn--io0a7i; відповідає .net)
- .中国 (xn--fiqs8s; відповідає .cn)

Крім того, у 2008 році введені альтернативні імена: .公司.cn, .网络.cn, .公益.cn і .政务.cn.
25 червня 2010 року ICANN офіційно оголосила про впровадження міжнародних національних і регіональних доменів верхнього рівня .中国 і .中國.